# Armorial des familles de Bourgogne
L'Armorial des familles de Bourgogne rassemble les armoiries, sous forme de figures et de blasonnements, ainsi que les devises des familles nobles et notables ayant eu une présence significative en Bourgogne sous l'Ancien Régime.

Le duché de Bourgogne au XIIe siècle
La province de Bourgogne dans ses limites du XVIIIe siècle
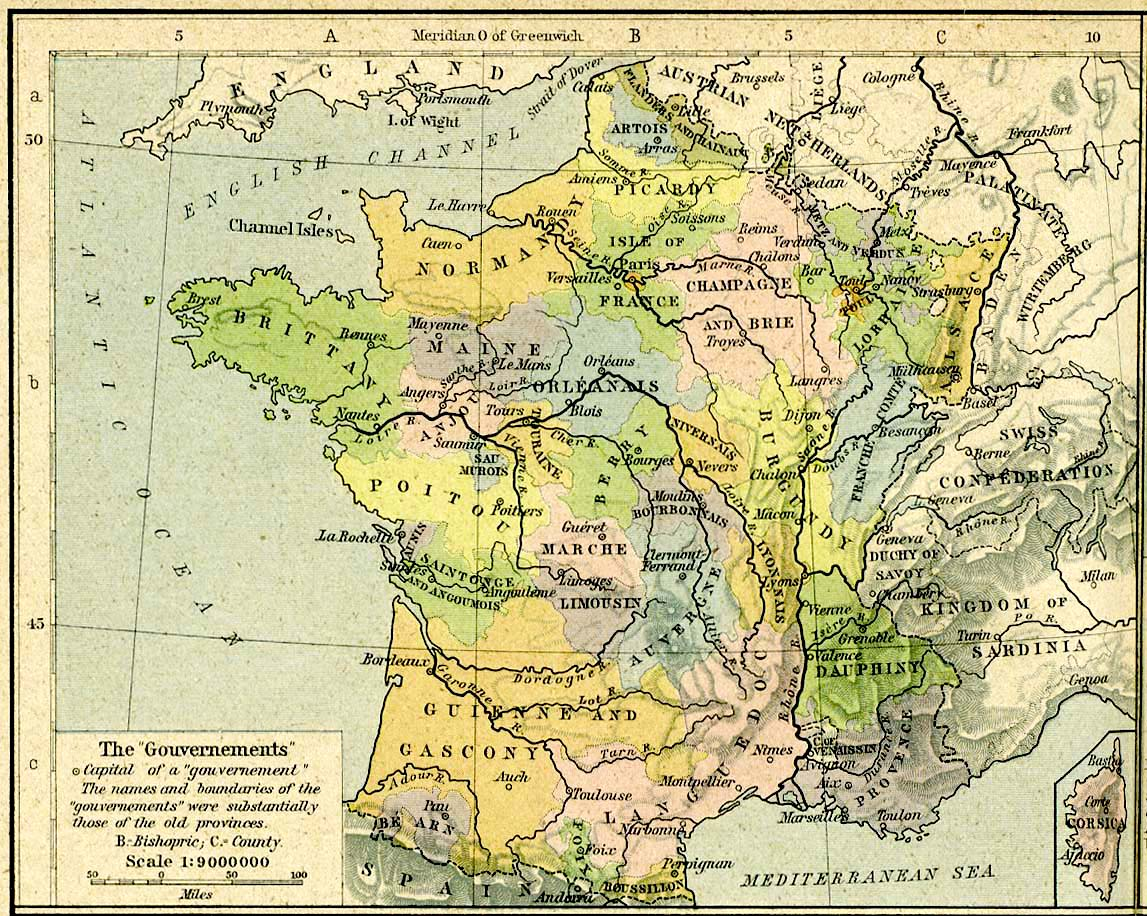
Les Provinces françaises à la Révolution

## Familles ducales
| Blason                           | Nom de la famille, blasonnement et devise                                                                   |
| -------------------------------- | --- |
|                                  | Ducs de Bourgogne ancien Bandé d'or et d'azur ; à la bordure de gueules.                                    |
| Armes modernes Ducs de Bourgogne | Ducs de Bourgogne moderne D'azur semé de fleurs de lys d'or ; à la bordure componée de gueules et d'argent. |
| Armes des Ducs de Bourgogne      | Ducs de Bourgogne 2e maison Écartelé, aux 1 et 4 de Bourgogne moderne, aux 2 et 3 de Bourgogne ancien.      |

## Familles de Bourgogne
- Haut – A
- B
- C
- D
- E
- F
- G
- H
- I
- J
- K
- L
- M
- N
- O
- P
- Q
- R
- S
- T
- U
- V
- W
- X
- Y
- Z

### A
| Blason         | Nom de la famille, blasonnement et devise |
| -------------- | --- |
|                | Famille d'Achey de Sacquenay De gueules, à deux haches d'armes posées en pal, et adossées, d'or. - Devise : « Jamais las d'Acher »                                                        |
|                | Famille Alacoque D'or, à un coq de gueules en chef et un lion du même en pointe. |
|                | Famille d'Amanzé De gueules à trois coquilles d'or., Alias brisé d'une bordure d'or. - Famille noble éteinte                                                                              |
|                | Famille d'Amoncourt de Montigny De gueules au sautoir d'or. - Famille noble |
|                | Famille d'Ancienville d'Époisses De gueules à trois marteaux de maçon d'argent, dentelés et emboutés d'or. - Famille noble                                                                |
|                | Famille Andrault de Maulévrier D'azur à trois étoiles d'argent ; écartelé d'argent à trois fasces vivrées de gueules, à la bande d'azur semée de fleurs de lys brochante. - Famille noble |
|                | Famille d'Anglure, Melay D'or semé de grelots d'argent, soutenus de croissants de gueules. Alias d'or à la croix ancrée de gueules. - Famille noble                                       |
|                | Famille d'Anguy D'azur à la croix ancrée d'or. - Famille noble |
|                | Famille Arviset D'azur au chevron d'or, accompagné en chef de deux larmes d'argent, et en pointe d'une étoile d'or. - Famille noble                                                       |
| Blason Aubigny | Famille d'Aubigny De gueules, au lion d'hermine. - Famille noble éteinte |
|                | Famille Aubriot De gueules à l'étoile d'or ; au chef de Bourgogne ancien. - Famille noble éteinte                                                                                         |
|                | Famille Auclerc D'azur, à un chevron d'or, accompagné de trois étoiles d'argent. |
|                | Famille d'Aulnay ou Aullenay D'argent au lion de sable, armé et lampassé de gueules., - Famille noble éteinte                                                                             |
|                | Famille d'Auxy, Marcellois Échiqueté d'or et d'azur. - Famille noble |
|                | Famille d'Avout alias Davout De gueules, à la croix d'or, chargée de cinq molettes d'éperon de sable. Alias le champ d'azur. - Famille noble subsistante                                  |

### B
| Blason                                  | Nom de la famille, blasonnement et devise |
| --------------------------------------- | --- |
|                                         | Famille de Babute ou Babutte, Auxois D'argent à trois fleurs de pensée, feuillées et soutenues d'azur. - Famille noble |
| Blason Baissay                          | Famille de Baissay ou Bessay, Til-Châtel, Colonges D'azur à trois quintefeuilles d'argent, posées 2 et 1. - Famille noble |
|                                         | Famille Balathier, Mirebeau-sur-Bèze, Sens De sable à la fasce d'or., - Famille noble |
|                                         | Famille de La Balmondière alias Tondut de La Balmondière, Tonduti De gueules à la croix d'or., - Famille noble |
|                                         | Famille Bargédé, Tonnerre De gueules à la bande d'or chargée d'un lion de sable, accompagnée de trois croisettes d'or, deux en chef et une en pointe. - Famille bourgeoise |
|                                         | Famille Barjot De sable au griffon d'or, armé, becqué et lampassé de gueules, accompagné d'une étoile d'or en chef dextre., |
|                                         | Famille Baronnat D'or à trois guidons rangées d'azur, dressés en pal ; au chef de gueules chargé d'un lion léopardé d'argent. - Devise : « Vertu à l'honneur guide » - Famille noble |
|                                         | Famille Barthelot de Murseau et de Rambuteau D'azur, au chevron d'or, accompagné de trois trèfles de même., - Famille noble |
|                                         | Famille de Bauffremont alias Baufremont ou Beaufremont Vairé d'or et de gueules. - Famille noble subsistante |
|                                         | Famille de La Baume-Montrevel D'or à la bande vivrée d'azur., - Devise : « L'honneur guide mes pas » - Famille noble |
|                                         | Maison de Beaumont-sur-Vingeanne D'argent à trois tours de sinople, maçonnées et crénelées de gueules. - Famille noble éteinte |
|                                         | Famille de Beauvoir (Chaintré) Écartelé d'or et de gueules. Alias d'argent, à la bande de gueules chargée de trois coquilles d'or. - Famille noble |
|                                         | Famille Beguin D'azur à un cygne d'argent, le col passé dans une couronne d'or, surmonté en chef d'un croissant d'argent accosté de deux roses du même. - Famille subsistante d'ancienne bourgeoisie |
|                                         | Famille de Belleperche D'argent au lion de sable, armé et lampassé de gueules. - Famille noble |
|                                         | Famille Bernard de Montessus D'azur au chevron d'or, accompagné de trois étoiles d'argent. - Famille noble subsistante |
|                                         | Famille de Bertier de Sauvigny ou Berthier D'or, au taureau furieux de gueules, chargé de cinq étoiles d'argent [rangées] en bande., - Famille noble subsistante |
|                                         | Famille du Blé (Uxelles) De gueules à trois chevrons d'or., - Devise : « En tous temps du blé ! » - Famille noble |
|                                         | Famille de Blic (Échalot) D'azur à une bande d'argent chargée de trois roses de gueules. - Famille subsistante d'ancienne bourgeoisie |
|                                         | Famille Bonnay du Bessay D'azur au chef d'or ; au lion de gueules couronné d'argent brochant sur le tout. - Devise : « Oncques ne devies » - Famille noble |
|                                         | Famille de Bonne De gueules, au lion d'or ; au chef cousu d'azur chargé de trois roses d'argent., - Famille noble |
|                                         | Famille Bonnot Un chevron accompagné de trois oiseaux., - Famille noble |
|                                         | Famille Boucher de La Rupelle D'argent à trois écrevisses de gueules. - Famille noble |
|                                         | Famille de Boulainvilliers de Besancourt D'argent, à trois fasces de gueules. - Famille noble |
|                                         | Famille de Bourbon, Chastellux-sur-Cure D'or au lion de gueules, accompagné de huit coquilles d'azur mises en orle. - Famille noble |
|                                         | Famille de Bourbon-Busset, Amathay-Vésigneux D'azur à trois fleurs de lys d'or, à la cotice de gueules périe en bande, qui est de Bourbon, et au chef d'argent, chargée d'une croix potencée et contre-potencée d'or, cantonnée de quatre croisettes de même, qui est de Bouillon-Jérusalem. - Famille noble |
| Blason Famille Bourgoing de Faulin      | Famille Bourgoin alias Bourgoing D'argent à trois tourteaux de gueules. Alias d'azur à la croix ancrée d'or. - Famille noble |
|                                         | Famille de Bournonville, Auxey-Duresses De sable au lion d'argent, armé, lampassé et couronné d'or, la queue fourchée et passée en sautoir. - Famille noble |
| d'azur à une fasce et 3 croissants d'or | Famille de La Boutière D'azur à une fasce d'or, accompagnée de trois croissants de même. - Famille noble |
|                                         | Famille Bouton De gueules à une fasce d'or. - Famille noble |
|                                         | Famille de Bragelongne De gueules à la fasce d'argent, chargée d'une coquille de sable et accompagnée de trois molettes d'or. Alias la fasce d'or. - Devise : « Non cedam malis » |
|                                         | Famille de Brancion D'azur à trois fasces ondées d'or. - Famille noble éteinte |
|                                         | Famille Breschard D'argent à trois bandes d'azur. - Famille noble |
|                                         | Famille de Brosses D'azur à trois trèfles d'or. - Famille noble |
|                                         | Famille Brûlart de La Borde et Sillery De gueules à la bande d'or, chargée d'une trainée de cinq barillets de poudre de sable. - Famille noble |
|                                         | Famille Le Brun d'Uchon De gueules à trois chardons fleuris d'or, à courte queue et sans feuilles. - Famille noble |
|                                         | Famille de Bussy (Bresse) Écartelé d'argent et d'azur. - Famille noble |

### C
| Blason                  | Nom de la famille, blasonnement et devise |
| ----------------------- | --- |
|                         | Famille Cadot D'azur, à trois croissants d'or., - Famille noble éteinte |
|                         | Famille Camus de Pontcarré et du Péron D'azur à une étoile d'or accompagnée de trois croissants d'argent., - Famille noble |
|                         | Famille de Cardevac d'Havrincourt (Gergy) D'hermine au chef de sable. - Famille noble |
| blason                  | Famille Carondelet D'azur à la bande d'or, accompagnée de six besants de même en orle. - Devise : « Aquila et leo » - Famille noble |
|                         | Famille Carrelet de Loisy D'azur, au lion d'or ; au chef cousu de gueules, chargé de trois losanges ou carreaux d'argent. Alias d'or, au lion de sable, armé et lampassé de gueules, au chef d'azur chargé de trois losanges d'or. - Famille noble subsistante |
|                         | Famille de Certaines D'azur au cerf passant d'or. - Famille noble |
|                         | Famille de Chabannes (Bussière) De gueules, au lion d'hermine, armé, lampassé, couronné d'or. - Famille noble |
|                         | Famille de Chabot (Mirebeau, Lugny) D'or à trois chabots de gueules., - Devises : « Concussus surgo » et « Potius mori quam fœdari » - Famille noble |
|                         | Maison de Chalon De gueules à la bande d'or. - Maison noble |
|                         | Famille de Chalus D'azur à trois étoiles d'or. - Famille noble |
|                         | Famille de Chambes ou Chambe D'azur semé de fleurs de lys d'argent sans nombre, au lion de même, armé, lampassé et couronné de gueules, brochant sur le tout. - Famille noble |
| Blason La Chambre       | Famille de La Chambre (Ruffey) Semé de France, à la bande de gueules. - Famille noble éteinte |
| Blason Famille Champier | Famille Champier de Chigy D'azur à une étoile d'or., Alias une étoile d'argent. - Devise : « Tu ne cede malis, sed contra audentior ito » – Famille noble |
|                         | Famille de Charny De gueules à trois écussons d'argent., - Famille noble éteinte |
|                         | Famille du Chastelet de Thons, Til-Châtel D'or à la bande de gueules, chargée de trois fleurs de lys d'argent posées dans le sens de la bande. - Famille noble |
|                         | Famille de Chastellux D'azur à la bande d'or, accompagnée de sept billettes de même, quatre en chef et trois en pointe. - Famille noble |
|                         | Famille de Chastenay D'argent au coq de sinople crêté, becqué, barbé, armé, couronné de gueules. Alias le coq accompagné de trois roses de gueules., - Famille noble |
|                         | Famille de Chaudenay de Blaisy D'or, à la fasce de sable, accompagnée de six coquilles de même. - Famille noble |
|                         | Famille de Chaugy Écartelé d'or et de gueules. - Famille noble |
|                         | Famille de Chaumont D'or au chef de gueules., - Famille noble éteinte |
|                         | Famille Chenu de Nuits-sous-Ravières D'azur au chevron d'argent, accompagné de trois hures de sanglier de même. - Famille noble |
|                         | Famille de Chissey D'azur à trois tours d'or, maçonnées de sable. - Famille noble |
| Blason Choiseul         | Famille de Choiseul (Chevigny) D'azur à la croix d'or, cantonnée de dix-huit billettes de même, 5 et 5, 4 et 4. - Famille noble |
|                         | Famille de Cicon D'or à la fasce de sable. - Famille noble éteinte |
|                         | Maison de Clermont-Tonnerre De gueules à deux clefs d'argent, passées en sautoir., - Famille noble |
|                         | Famille de Cléron (Saffres, Chaudenay) De gueules à la croix d'argent, cantonnée de quatre croisettes tréflées de même ; sur le tout de gueules chargé de cinq saffres ou aiglettes de mer d'argent, posées en sautoir. - Devise : « Sonne haut clairon » - Famille noble |
| Blason Cluny            | Famille de Clugny D'azur à deux clef d'or adossées, les anneaux en losange, pommetés et enlacés., - Famille noble |
|                         | Famille Cœurderoy D'azur à un cœur surmonté d'une couronne et soutenu de deux palmes passées en sautoir en pointe, le tout d'or., - Famille noble |
|                         | Famille Colbert, Seignelay D'or à la couleuvre ondoyante en pal d'azur. - Devise : « Servat et abstinet » - Famille noble |
|                         | Famille de Coligny De gueules à l'aigle d'argent, becquée, membrée et couronnée d'azur. - Maison noble éteinte |
|                         | Famille Colin de Chenault ou Collin D'azur à trois colonnes d'or rangées en fasce., - Famille noble |
| Blason Colombier        | Famille de Colombier de La Colonne De gueules au chef d'argent, chargé de trois coquilles du champ. - Famille noble éteinte |
|                         | Famille de Courcelles D'azur à la fasce d'or, et en chef trois étoiles de même, qui est de Courcelles. Alias écartelé de gueules à deux épées d'argent, les pointes en bas, passées en sautoir, les gardes et poignées d'or, qui est de Saint-Hilaire ; sur le tout de gueules à une aigle d'or, qui est de Vienne ; brisé d'une divise en bande componée d'argent et d'azur. - Devise : « Pour jamais » |
|                         | Famille de Courtenay D'or à trois tourteaux de gueules. - Famille noble |
|                         | Famille de Courvault D'azur à trois coquilles d'or. - Famille noble |
|                         | Famille Cueillette D'azur, au chevron d'argent, accompagné de trois gerbes d'or. |
|                         | Famille de Cugnac (Monthelon) Gironné d'argent et de gueules de huit pièces. - Devises : « Comme il nous plaît » et « Ingratis servire nefat » - Famille noble subsistante |
|                         | Famille de Cusance D'or à l'aigle de gueules, becquée et pattée d'azur. Alias d'or à l'aigle de gueules. - Famille noble |

### D
| Blason                 | Nom de la famille, blasonnement et devise |
| ---------------------- | --- |
|                        | Famille de Damas (Villiers) D'or à la croix ancrée de gueules., - Famille noble                                                                                 |
|                        | Famille du Deffand de Sementron D'argent à la bande de sable, accompagnée en chef d'une merlette de même. - Famille noble                                       |
|                        | Famille de Digoine Échiqueté d'argent et de sable de sept tires de six points. - Devise : « Virtuti fortuna comes » - Famille noble éteinte                     |
|                        | Famille de Dinteville De sable à deux léopards d'or. - Famille noble éteinte                                                                                    |
|                        | Famille de Drée De gueules à cinq merlettes d'argent en sautoir. Alias 2 2 1. - Devise : « Offici laudisque tenax » – Famille noble                             |
|                        | Famille de Drouas D'azur au chevron d'or, accompagné de trois fers de lance d'argent ; au chef d'or chargé de trois molettes d'éperon de sable. - Famille noble |
| Blason Famille Duhesme | Famille Duhesme De gueules au lion d'or, tenant de la patte dextre une épée d'argent, soutenu d'une rivière du même. - Famille noble                            |
|                        | Famille Dupuy de Saint-Martin D'or à la bande de sable, chargée de trois roses d'argent ; au chef d'azur, chargé de trois étoiles d'or. - Famille noble         |
|                        | Famille de Dyo ou Dio Fascé d'or et d'azur de six pièces, à la bordure de gueules., - Famille noble éteinte                                                     |

### E
| Blason | Nom de la famille, blasonnement et devise                                               |
| ------ | --------------------------------------------------------------------------------------- |
|        | Famille des Espaux ou Expaulx D'argent à trois fasces ondées d'azur., - Famille éteinte |

### F
| Blason         | Nom de la famille, blasonnement et devise |
| -------------- | --- |
|                | Famille de Feurs, Mâconnais Losangé d'or et de sable. - Famille noble |
|                | Famille de Fontette ou Fontète D'azur à trois fasces d'or. - Famille noble |
|                | Famille de Foudras de La Bussière D'azur à trois fasces d'argent. - Devise : « Sunt mihi in custodiam » - Famille noble |
|                | Famille Fouet de Dornes D'azur, à la bande d'argent, chargée d'un pan de rets de gueules. Alias écartelé, aux 1 et 4 d'azur à la bande d'or chargée d'un rets de gueules ; aux 2 et 3, trois rocs d'échiquier. - Famille noble |
| Blason Frolois | Famille de Frolois de Molinot Bandé d'or et d'azur, à la bordure engrêlée de gueules. - Famille noble éteinte |
|                | Famille Frotier ou Frottier, Saint-Vincent, Saint-Aubin D'argent au pal de gueules, accosté de dix losanges de même, 2, 2 et 1 de chaque côté. - Famille noble                                                                 |
| Blason Fussey  | Famille de Fussey D'argent à la fasce de gueules, accompagnée de six merlettes de sable, trois en chef et trois en pointe. - Famille noble                                                                                     |
|                | Famille Fyot D'azur au chevron d'or accompagné de trois losanges de même. - Famille noble |

### G
| Blason                      | Nom de la famille, blasonnement et devise |
| --------------------------- | --- |
|                             | Famille de Gadagne De gueules à la croix endentelée d'or. - Famille noble éteinte |
|                             | Famille Gagne D'azur au chevron d'or, accompagné de trois molettes d'éperon de même, celle de la pointe surmontant un croissant d'argent. Alias d'azur à trois molettes d'éperon colletées d'or. - Devise : « Recalcitrantem cogo » |
|                             | Famille de Ganay D'or à l'aigle mornée de sable. Alias d'argent à une fasce de gueules, chargée d'une aigle mornée de sable et de deux roses d'or, l'une à senestre, l'autre en pointe, le tout accosté de deux coquilles aussi d'or. - Devise : « Non rostro, non ungue, sed alis itur ad astra »                                                   |
|                             | Famille de La Garde-Chambonas D'azur au chef d'argent. - Famille noble éteinte |
| Blason Rouvray              | Famille de Gasse de Rouvray ou Gaze De gueules au croissant d'argent, accompagné de sept billettes de même, mises en orle. - Famille noble éteinte |
|                             | Famille Gauchat, Louhans D'azur à un chevron d'argent, accompagné de trois tours d'or posées deux en chef et une en pointe. - Famille d'ancienne bourgeoisie |
|                             | Famille Girard de Lavaux D'azur à trois trèfles d'or. - Famille noble |
|                             | Famille de Grammont D'azur à trois bustes de reine de carnation, couronnées à l'antique d'or. - Devise : « Lo soy que soy » - Famille noble subsistante |
|                             | Famille de Grancey D'or au lion d'azur, couronné, armé et lampassé de gueules. - Famille noble éteinte |
|                             | Famille de La Grange de Maligny D'azur à trois renchiers d'or. - Famille noble |
|                             | Famille Gravier de Vergennes Parti : au 1, de gueules à trois oiseaux essorants d'argent, ceux en chef affrontés ; au 2, aussi de gueules, à la croix d'argent chargée d'un écusson de sable au cep de vigne au naturel, et un chef cousu d'azur chargé d'un soleil d'or. Alias au 2, l'écusson de sable au pampre d'argent. - Famille noble éteinte |
|                             | Famille de Grenaud De gueules à deux bandes ondées d'argent. - Famille noble |
|                             | Famille Guénichot et Guénichot de Nogent D'or à la croix de sable., |
| Blason Famille de La Guiche | Famille de La Guiche De sinople au sautoir d'or. - Famille noble subsistante |

### H
| Blason                 | Nom de la famille, blasonnement et devise |
| ---------------------- | --- |
|                        | Famille d'Haranguier d'Haineville De gueules, à la fasce d'or, accompagnée en chef de trois croisettes pattées d'argent et de deux besants d'or, et en pointe de trois fers de dard renversés de même. Alias d'azur à la fasce d'or accompagnée en chef de trois croix de chevalier avec leurs anneaux d'argent, et en pointe de trois fers de dard renversés aussi d'argent. - Famille noble |
|                        | Famille d'Hénin-Liétard (La Rochette) De gueules à la bande d'or. - Famille noble |
|                        | Famille de Hochberg (Époisses) De gueules à la bande d'argent. Alias d'or à la bande de gueules. - Famille noble éteinte |
|                        | Famille d'Hugon ou Dugon, du Gond D'argent à trois merlettes de sable. - Famille noble |
| Blason Famille Hugonet | Famille Hugonet Vairé d'or et d'azur, à une bande de gueules brochant sur le tout. |

### J
| Blason                  | Nom de la famille, blasonnement et devise                                                                           |
| ----------------------- | --- |
|                         | Famille Jacob et Jacob de Charmelieu De gueules, à un rencontre de cerf d'or.,                                      |
| Blason Famille de Janly | Famille de Janly ou Genlis D'azur à la fasce d'argent, accompagnée de trois quintefeuilles de même. - Famille noble |
|                         | Famille de Jaucourt De sable à deux léopards d'or. - Famille noble                                                  |
|                         | Famille Julien, Pouilly-en-Auxois D'azur au lion d'or, lampassé [et armé] de gueules., - Famille noble              |

### L
| Blason                      | Nom de la famille, blasonnement et devise |
| --------------------------- | --- |
| Blason Famille Lallemand    | Famille Lallemand D'argent à la fasce de sable, accompagnée de trois trèfles de gueules. - Famille noble |
| Blason Famille de Lamartine | Famille de Lamartine olim Alamartine De gueules à deux fasces d'or, accompagnées en cœur d'un trèfle de même., Alias brisé d'un lambel à trois pendants d'argent. - Devise : « À la garde de Dieu » – Famille noble                                                            |
|                             | Famille Lamy D'azur, à trois lézards d'argent posés 2 et 1. - Famille noble |
|                             | Famille Lamyn D'argent à un cœur de gueules, accompagné en chef de deux étoiles d'azur et en pointe d'une main apaumée de carnation. |
| Blason Famille de Langeac   | Famille de Langeac de Dalet D'or à trois pals de vair. - Famille noble éteinte |
|                             | Famille de Lantennes ou Lantenne De sable à la croix d'argent. - Famille noble éteinte |
| Blason Famille de Laurencin | Famille de Laurencin de La Bussière et de Beaufort De sable au chevron d'or, accompagné de trois étoiles d'argent., - Devises : « Post tenebras spero lucem » et « Lux in tenebris », - Famille noble éteinte                                                                  |
|                             | Famille de Lenoncourt-Loches D'argent à la croix engrêlée de gueules. - Famille noble éteinte |
|                             | Maison de Lévis (Lugny) D'or à trois chevrons de sable. - Devise : « Aide Dieu au second chrétien Lévis » - Famille noble |
|                             | Famille de Ligniville, Autricourt Losangé d'or et de sable. - Famille noble |
| Blason Famille de Livron    | Famille de Livron de Bourbonne D'argent à trois fasces de gueules, au franc-quartier d'argent chargé d'un roc de gueules. - Famille noble |
| d'argent à l'aigle de sable | Famille de Longeville ou Longueville de Ville-sur-Arce D'argent à l'aigle de sable. - Famille noble |
|                             | Famille Loppin D'azur à la croix ancrée d'or., - Famille noble subsistante |
|                             | Famille de Loriol D'azur à la tour d'argent, avec son avant-mur de même. - Famille noble |
|                             | Famille de Loron De sable à la fasce d'or, alias d'argent. - Famille noble |
| Blason Lugny                | Famille de Lugny D'azur à trois quintefeuilles d'or, accompagnées de sept billettes du même, trois en chef, une en cœur et trois en pointe 2 et 1. - Devises : « Le content est riche » et « Il n'y a oiseau de bon nid qui n'ait une plume de Lugny » - Famille noble éteinte |

### M
| Blason                                  | Nom de la famille, blasonnement et devise |
| --------------------------------------- | --- |
|                                         | Famille de Mac Mahon D'argent à trois lions léopardés de gueules, armés et lampassés d'azur, la tête contournée, posés l'un sur l'autre. - Famille noble subsistante |
| Blason Famille de Madaillan de Lesparre | Famille de Madaillan, Sermesse Écartelé : aux 1 et 4, tranché d'or et de gueules ; aux 2 et 3, d'azur au lion d'or, couronné de même, qui est Lesparre. - Famille noble |
| Blason Famille de La Magdelaine         | Famille de La Magdelaine (Ragny) Écartelé : au 1, d'hermine à trois bandes de gueules, celle du milieu chargée de cinq vannets ou coquilles d'or, et les deux autres de trois ; au 2, d'or à la croix ancrée de gueules, qui est Damas ; au 3, de gueules à trois bandes d'argent ; au 4, de Bourgogne ancien. |
|                                         | Famille de Mailly d'Arceau De gueules à trois maillets d'or. - Famille noble |
|                                         | Famille Marin de Montmarin D'azur, à la fasce d'or accompagnée de trois croissants d'argent rangés en chef et en pointe d'un coq d'or becqué et membré de gueules. - Famille noble |
|                                         | Famille de Massol, Collonges D'or à l'aigle à deux têtes éployée de sable ; coupé de gueules au dextrochère armé d'une massue, et mouvant d'une nuée à senestre, le tout d'argent. - Famille noble |
|                                         | Famille Mathias De gueules à la bande d'argent, accompagnée en chef d'une croix et en pointe d'un lion rampant, le tout d'or ; au chef d'azur chargé de trois besants d'or. - Famille noble |
|                                         | Famille Maugiron Mal gironné d'argent et de sable de six pièces. - Famille noble éteinte |
|                                         | Famille de Meaux D'azur, à un chevron d'or, accompagné en chef de deux étoiles de même, et en pointe d'un trèfle de même aussi. - Devise : « Pro Deo et rege » - Famille noble |
|                                         | Famille de Mello (Époisses) D'or à deux fasces de gueules, à un orle de neuf merlettes de même. - Famille noble |
|                                         | Famille de La Menue de Saint-Privé De gueules au griffon d'or. - Famille noble |
|                                         | Famille de Messey de Braux D'azur au sautoir d'or. - Famille noble |
|                                         | Famille de Meun de La Ferté alias la Ferté-Meung Écartelé : aux 1 et 4, d'hermine au sautoir de gueules ; aux 2 et 3, contre-écartelé d'argent et de gueules. - Famille noble |
|                                         | Famille de Miolans (Cormatin) Bandé d'or et de gueules. - Devise : « Force m'est » - Famille noble |
|                                         | Famille de Mitte de Senozan D'argent, à un sautoir de gueules et une bordure de sable, chargée de huit fleurs de lys d'or. - Famille noble |
|                                         | Famille Mollerat de Souhet D'argent à une bande d'azur chargée de trois molettes d'argent et accostée de deux cotices d'azur. - Famille noble |
|                                         | Famille de Mongey D'azur à la bande d'or., |
|                                         | Famille de Mont-Saint-Jean De gueules à trois écussons d'or. - Famille noble |
|                                         | Famille de Montchanin De gueules au chevron d'or. - Famille noble |
| Blason Famille de Montferrand           | Famille de Montferrand Palé d'argent et de sable de six pièces ; au chef de gueules. - Famille noble |
|                                         | Famille de Montholon D'azur à un mouton d'or, accompagné de trois quintefeuilles d'argent, rangées en chef. Alias le mouton surmonté de trois roses de même. - Devise : « Subvenite oppresso » – Famille noble                                                                                                 |
|                                         | Famille de Montmorillon, Saint-Martin-du-Puy D'or à l'aigle éployée de gueules. - Famille noble |
| Blason famille de Montréal              | Famille de Montréal, Athie D'azur à la bande ondée d'or. - Famille noble |
|                                         | Famille de Montrichard Vairé à la croix de gueules. - Famille noble |
|                                         | Famille Le Muet, Auxerre D'azur au cygne d'argent, ayant au col une écharpe nouée de même ; au chef d'or chargé de trois roses de gueules. |

### N
| Blason        | Nom de la famille, blasonnement et devise                                                                                           |
| ------------- | --- |
|               | Famille de Nagu de Varennes D'azur à trois fusées d'argent [rangées] en fasce. Alias trois losanges rangés en chef. - Famille noble |
|               | Famille de Nanton De sinople, à la croix d'or. - Famille noble éteinte                                                              |
|               | Famille de Neufchâtel-Bourgogne ou Neuchâtel De gueules à la bande d'argent. - Famille noble                                        |
|               | Famille de Neufville de Villeroy de Joigny D'azur au chevron d'or, accompagné de trois croisettes ancrées de même. - Famille noble  |
|               | Famille de Noblet d'Anglure D'azur au sautoir d'or., - Famille noble                                                                |
| Blason Noyers | Famille de Noyers D'azur à l'aigle d'or. - Famille noble                                                                            |

### O
| Blason                         | Nom de la famille, blasonnement et devise                                                |
| ------------------------------ | ---------------------------------------------------------------------------------------- |
|                                | Famille d'Orgemont D'azur à trois épis d'orge d'or posés en pal 2 et 1., - Famille noble |
| d'argent au sautoir de gueules | Famille d'Orsans D'argent au sautoir de gueules. - Famille noble                         |

### P
| Blason                   | Nom de la famille, blasonnement et devise |
| ------------------------ | --- |
| Blason Famille Paillart  | Famille Paillart D'argent à une étoile de six rais de sable ; au chef de gueules chargé de trois roses d'or. Alias d'argent à trois tourteaux de sable, au chef de gueules. - Famille noble                                                      |
|                          | Famille de La Palud ou La Palu, Meilly-sur-Rouvres De gueules à la croix d'hermine. - Famille noble |
|                          | Famille de Pechpeyrou (Époisses) Écartelé : aux 1 et 4, d'or au lion de sable, armé et lampassé de gueules, qui est de Pechpeyrou ; aux 2 et 3, de gueules à quatre otelles d'argent, adossées en sautoir, qui est de Comminges. - Famille noble |
|                          | Famille Pelletier de Chambure D'azur au chevron d'or accompagné de trois pommes de pin du même et surmonté d'une étoile d'argent., - Devise : « Stella ducet », - Famille subsistante d'ancienne bourgeoisie                                     |
|                          | Famille de Pernes d'Épinac D'or au pal d'azur, chargé d'une croix ancrée d'argent. Alias d'azur à la croix ancrée d'argent entre deux pals d'or. - Famille noble                                                                                 |
|                          | Famille Perrault de Montrevost et La Chapelle Parti : au 1, d'azur à la croix patriarcale d'or, élevée sur trois annelets de même ; au 2, d'azur à trois bandes d'or., - Famille noble                                                           |
|                          | Famille Picardet D'azur à la croix d'argent. - Famille noble |
| Blason Famille de Plaine | Famille de Plaine ou Plaines De gueules à la fasce d'argent, accompagnée de trois grelots de même, rangés en chef. - Famille noble |
|                          | Famille de Poitiers D'azur, à six besants d'argent posés 3, 2 et 1 ; au chef d'or. - Famille noble |
|                          | Famille de Pontailler De gueules, au lion d'or, couronné de même, armé et lampassé d'azur. Alias de gueules au lion d'or. - Famille noble |
|                          | Famille du Prat de Viteaux D'or à la fasce de sable, accompagnée de trois trèfles de sinople. - Devise : « Spes mea Deus » - Famille noble |
|                          | Famille Le Prestre de Vauban D'azur au chevron d'or, surmonté d'un croissant d'argent et accompagné de trois trèfles d'or. Alias le chevron d'argent. - Famille noble                                                                            |
|                          | Famille Prévost, Sonnotte D'argent à trois hures de sanglier de sable, écartelé de Clermont-Tonnerre. - Devise : « Magis ac magis » - Famille noble                                                                                              |

### Q
| Blason                   | Nom de la famille, blasonnement et devise |
| ------------------------ | --- |
| Blason Famille de Quarré | Famille de Quarré ou Quarré Échiqueté d'argent et d'azur ; au chef d'or chargé d'un lion léopardé de sable, armé et lampassé de gueules. - Devise : « Quadrati æquales undique recti » - Famille noble |
|                          | Famille de La Queuille d'Amanzé De sable à la croix engrêlée d'or. - Famille noble |

### R
| Blason                      | Nom de la famille, blasonnement et devise |
| --------------------------- | --- |
|                             | Famille de Rabutin Cinq points d'or équipollés à quatre de gueules, qui est de Rabutin., Alias écartelé d'azur à une croix dentelée d'or, qui est de Balore. - Devise : « Virescit vulnere virtus » – Famille noble                                              |
|                             | Famille de Raffin de Besanceuil D'azur, à un chevron d'or accompagné de trois écrous de même., Alias accompagné de trois fusils d'argent. - Famille noble éteinte                                                                                                |
| Blason Famille de Ray       | Famille de Ray De gueules à un rais d'escarboucle d'or, pommeté et fleuronné de même. - Famille noble |
| Blason Guerchy              | Famille Régnier de Guerchy D'azur à six besants d'argent, 3, 2, 1. - Famille noble |
|                             | Famille Richard de Ruffey D'azur au chef d'or, chargé de trois tourteaux de gueules. Alias au chef cousu de gueules, chargé de trois besants d'or. - Devise : « Quo justior eo ditior » – Famille noble                                                          |
|                             | Famille Richardot D'azur à deux palmes d'or, passée en sautoir et cantonnées de quatre étoiles de même. - Famille noble |
|                             | Famille de Riollet ou Riolet De gueules au chevron d'or, accompagné de trois étoiles de même. - Devise : « Plus de sang que d'or » – cri de guerre : « À moi Riollet, c'est pour le duc ! » - Famille noble                                                      |
|                             | Famille de La Rivière De sable à la bande d'argent. - Famille noble |
|                             | Famille de La Roche-Fontenilles ou Roche-Fontenille D'azur à trois rocs d'échiquier d'or. - Devise : « Ex virtute nobilitas » - Famille noble |
|                             | Famille de Rochebaron de Berzé De gueules, à un chef échiqueté d'argent et d'azur. - Famille noble éteinte |
|                             | Famille de Rochechouart, Couches Fascé-nébulé d'argent et de gueules. - Devise : « Ante mare undæ » - Famille noble |
| Blason Famille de Rochefort | Famille de Rochefort D'azur semé de billettes d'or ; au chef d'argent, chargé d'un lion léopardé de gueules. - Famille noble |
|                             | Famille de Rochefort d'Ailly De gueules à la bande ondée d'argent, accompagnée de six merlettes de sable rangées en orle., - Famille noble éteinte |
| Blason Famille de La Rodde  | Famille de La Rodde (Conde, Charnay) D'azur à une roue d'or ; au chef d'argent, chargé de trois chevrons de gueules en fasce. Alias à une roue d'or, surmontée d'une fasce vivrée de trois pointes de même. - Devise : « Audaces fortuna juvat » – Famille noble |
|                             | Famille Rogres de Champignelles Gironné d'argent et de gueules de douze pièces. Alias de dix pièces. - Famille noble |
|                             | Famille Rolin d'Authumes D'azur, à trois clefs d'or en pal., - Devises : « Deum time » et « Nihil agere pænitendum, pudendum, imo reparandum » - Famille noble                                                                                                   |
|                             | Famille de Rougemont ou Rogemont De gueules au lion d'or. - Famille noble |
|                             | Famille de Rouxel de Selongey D'argent à trois coqs de gueules, becqués et crêtés d'or. - Famille noble éteinte |

### S
| Blason                       | Nom de la famille, blasonnement et devise |
| ---------------------------- | --- |
|                              | Famille de Saint-Georges Écartelé ; aux 1 et 4, d'argent à la croix de gueules, qui est Saint-Georges ; aux 2 et 3, fascé-nébulé d'argent et de gueules, qui est Rochechouart. - Devise : « Nititur per ardua virtus » - Famille noble                                                                                             |
|                              | Famille de Saint-Hilaire d'Auvillars De gueules à deux épées d'argent, garnies d'or, passées en sautoir, les pointes en bas. - Famille noble |
|                              | Famille de Saint-Julien De gueules à trois jumelles d'argent. - Famille noble éteinte |
| Blason Famille de Saint-Lary | Famille de Saint-Lary de Bellegarde Écartelé : au 1, d'azur au lion couronné d'or, qui est Saint-Lary ; au 2, d'or à quatre pals de gueules ; au 3, de gueules au vase d'or, qui est Orbessan ; au 4, d'azur à trois demi-pals flamboyants d'argent, qui est Termes ; sur le tout, d'azur à la cloche d'argent, qui est Algoursan. |
|                              | Famille de Saint-Martin d'Agencourt De gueules au sautoir d'or. - Famille noble |
|                              | Famille de Saint-Phalle ou Saint-Phal D'or à la croix ancrée de sinople. - Devise : « Cruce Deo, gladio regi jungor » – cri de guerre : « À moi Saint-Phalle, c'est pour le roi ! » - Famille noble |
|                              | Famille de Saint-Quentin ou Saint-Quintin D'or à la fleur de lys de gueules. - Famille noble |
|                              | Famille de Sainte-Maure D'argent à la fasce de gueules. |
|                              | Famille de Salins-la-Bande De gueules à la bande d'or. - Famille noble éteinte |
| Blason Famille de Saulieu    | Famille de Saulieu Tiercé en fasce : au 1 de gueules à trois étoiles d'or [rangées en fasce] ; au 2 d'or plein ; au 3 d'azur à un lévrier passant d'argent, colleté de gueules, bordé et cloué d'or., - Famille noble subsistante                                                                                                  |
|                              | Famille de Saulx D'azur au lion d'or, armé et lampassé de gueules. Alias couronné d'or. - Devise : « Ex virtute nobilitas », – Famille noble |
|                              | Famille de Savoisy de Seignelay D'or à trois chevrons de gueules, à la bordure engrêlée de même. Alias de gueules à trois chevrons d'or, à la bordure engrêlée d'azur. - Famille noble |
|                              | Famille de Scorailles, Bouhans D'azur à trois bandes d'or. - Famille noble |
|                              | Famille de Semur D'argent à trois bandes de gueules. Alias à trois cotices de gueules alias coticé d'argent et de gueules. - Famille noble éteinte |
|                              | Famille de Senecey De gueules à trois fasces ondées d'or. - Famille noble éteinte |
|                              | Famille de Sercey ou Sercy, Cersy D'argent à la croix de gueules, chargée de quatre roses du champ, qui est Bar ; sur le tout, d'argent à trois fasces ondées d'azur, qui est Sercey., - Famille noble subsistante |
|                              | Famille Soret D'argent à trois merlettes de sable. - Famille noble |
|                              | Famille de Stainville ou Estainville (Ternant-sous-Vergy) D'or à la croix ancrée de gueules. - Famille noble |
| Blason Sully                 | Famille de Sully olim Seuly, Armeau D'azur semé de molettes d'or, au lion de même brochant sur le tout. - Famille noble |
|                              | Famille de Suremain D'azur au chevron d'or, accompagné d'une main d'argent en pointe., - Famille noble subsistante |

### T
| Blason                   | Nom de la famille, blasonnement et devise |
| ------------------------ | --- |
|                          | Famille Tabourot, Saint-Apollinaire D'azur au chevron d'or, accompagné de trois tambours d'or, alias d'argent ; au chef aussi d'argent, chargé d'un lion passant de sable. - Devise : « À tous accords » - Famille noble                                                                        |
|                          | Famille de Talleyrand de Sénozan De gueules, à trois lions d'or, armés, lampassés et couronnés d'azur. - Famille noble |
|                          | Famille Le Tellier de Louvois, Tonnerre D'azur à trois lézards d'argent, en pal, au chef de gueules, chargé de trois étoiles d'or. - Famille noble |
|                          | Famille de Tenarre D'azur à trois chevrons d'or. - Famille noble éteinte |
| Blason Ternant           | Famille de Ternant Échiqueté d'or et de gueules. Alias de quatre traits. - Famille noble |
|                          | Famille Testot-Ferry D'azur à la fasce d'or accompagnée en chef d'une tête de profil casquée du même, accostée de deux étoiles d'argent, et en pointe d'un lion passant d'or, armé et lampassé de gueules, tenant de la patte dextre une épée d'argent.                                         |
|                          | Famille de Thélis (Le Breuil) De gueules à trois fasces d'or. Alias d'or à trois fasces de gueules, au lambel à trois pendants de même., - Famille noble |
| d'or à la bande de sable | Famille de Thenay de Montanay D'or à la bande de sable. - Famille noble |
|                          | Famille de Thiard ou Thyard D'or à trois écrevisses de gueules., Alias d'azur à trois écrevisses d'or. - Devise : « Retrocedere nescit », – Famille noble éteinte |
|                          | Famille Thibaut de Jussey De gueules à trois tours crénelées d'or et maçonnées de sable. |
|                          | Famille de Thil D'or à trois lions de gueules., - Famille noble |
| Blason Famille Thiroux   | Famille Thiroux D'argent à la fasce d'azur, chargée de trois bandes d'or et accompagnée en chef d'une croisette ancrée de gueules, et en pointe de trois têtes de lion de même. - Famille noble subsistante                                                                                     |
| Blason Thoisy            | Famille de Thoisy D'azur à trois glands d'or. - Famille noble subsistante |
|                          | Famille de Thy et Thy de Milly D'argent, à trois lions de gueules, deux en chef et un en pointe, le premier tenant dans sa patte droite une fleur de lys d'or., Alias écartelé ; aux 1 et 4 de gueules au chef endenté d'argent. - Devise : « Fidelis sed infelix » – Famille noble subsistante |
|                          | Famille de Torcy De gueules à la bande d'or. - Famille noble éteinte |
|                          | Maison de Toucy, Toucy De gueules à trois pals de vair ; au chef d'or chargé de quatre merlettes de gueules. - Famille noble |
|                          | Famille de Toulongeon Écartelé : aux 1 et 4 de gueules à trois fasces ondées d'or ; aux 2 et 3 de gueules à trois jumelles d'argent. Alias de gueules, à trois jumelles d'argent., - Devise : « À tout, à tout, à tout »                                                                        |
|                          | Famille La Tour de Montbellet alias Montbellet ou Montbelet De gueules à trois tours crénelées d'or., - Famille noble |
|                          | Famille de La Tour du Pin Écartelé : au 1 et 4, d'azur à la tour d'argent, au chef cousu de gueules, chargé de trois casques d'or, tarés de profil ; aux 2 et 3, d'or au dauphin d'azur. - Devises : « Turris fortitudo me » et « Nihil altius » - Famille noble                                |
|                          | Famille de Tourzel d'Alègre, Joigny De gueules à la tour d'argent maçonnée de sable, accompagnée de six fleurs de lys d'or [rangées] en pal, trois de chaque côté. - Famille noble |
|                          | Famille de La Trémouille (Courcelles-lès-Semur) D'or au chevron de gueules, accompagné de trois aiglettes d'azur, becquées et membrées de gueules. - Devise : « Sans sortir de l'ornière » - Famille noble éteinte                                                                              |
|                          | Famille de Truchis de Lays D'azur au pin d'or, soutenu par deux lions de même affrontés. - Famille noble |
|                          | Famille de Tudert, Beaune D'or à deux losanges d'azur ; au chef d'azur, chargé de trois besants d'or. - Famille noble |

### V
| Blason                      | Nom de la famille, blasonnement et devise |
| --------------------------- | --- |
|                             | Famille de Vallery, Tannerre-en-Puisaye, Saint-Valérien De gueules à la croix d'or. - Famille noble |
|                             | Famille de Valon de Genlis D'azur à la licorne d'argent. - Famille noble |
| Blason Vandenesse           | Famille de Vandenesse D'or à quatre pals de gueules, et un chevron d'argent brochant sur le tout ; au chef d'or, chargé d'une aigle éployée de sable, qui est de l'Empire. - Famille noble                                |
|                             | Maison de Vergy De gueules à trois roses ou quintefeuilles d'or. Alias à la bordure d'argent. - Devise : « Sans varier », – Maison éteinte                                                                                |
|                             | Famille Viart ou Viard D'or à un phénix de sable, sur un bûcher de gueules ; au chef d'azur, chargé de trois coquilles d'argent. Alias trois coquilles d'or. - Devise : « VIvit et ARdeT » – Famille noble éteinte        |
|                             | Famille Viénot de Vaublanc De gueules au lion passant d'or ; au chef d'argent chargé d'un soleil (alias une rose) de gueules, accosté de deux grappes de raisins de sable (alias de pourpre). - Famille noble subsistante |
|                             | Maison de Vienne De gueules, à une aigle d'or., Alias une aigle d'or membrée d'azur. - Devise : « Tout bien à Vienne » |
| d'argent à l'aigle de sable | Famille de Vienne-Busserolle et Gevrolle D'argent à l'aigle éployée de sable. - Famille noble |
| Blason Villars              | Famille de Villars de Thoire Bandé d'or et de gueules de six pièces. - Famille noble éteinte |
|                             | Famille de Villers-la-Faye D'or à la fasce de gueules. - Devise : « Fidèles de Villers-la-Faye » - Famille noble |
|                             | Famille de Virieu, Tart-le-Haut D'azur à trois vires d'or. - Devises : « Virescit vulnere virtus » et « Sine fine » - Famille noble                                                                                       |
|                             | Famille de Vissec de Villeblevin Écartelé d'argent et de sable. - Famille noble |
| Blason Vogue                | Famille de Vogüé ou Vaugeuil, Bourbon-Lancy D'azur au coq d'or, le bec ouvert, barbé et crêté de gueules. - Devise : « Sola vel voce leones terreo » - Famille noble                                                      |

### X
| Blason                                | Nom de la famille, blasonnement et devise                                      |
| ------------------------------------- | ------------------------------------------------------------------------------ |
| d'argent à la croix alésée de gueules | Famille de Xaintrailles D'argent à la croix alésée de gueules. - Famille noble |

- Haut – A
- B
- C
- D
- E
- F
- G
- H
- I
- J
- K
- L
- M
- N
- O
- P
- Q
- R
- S
- T
- U
- V
- W
- X
- Y
- Z